# Cauda equina
Col termine cauda equina si intende la particolare organizzazione che gli ultimi nervi spinali (3-5 lombari, 5 sacrali e il coccigeo) assumono rispetto alla porzione più distale del nevrasse, all'altezza delle prime vertebre lombari (L1-L2). Durante l'embriogenesi il midollo spinale e il rachide crescono in stretta associazione, con uguali velocità e dimensioni; dopo la nascita invece solo la colonna vertebrale continua la sua crescita, mentre il midollo cessa di svilupparsi: ciò causa un continuo distendersi degli ultimi nervi spinali, che gradualmente assumono un angolo rivolto in basso sempre più acuto rispetto all'asse spinale, al fine di poter raggiungere il proprio foro di uscita posto più in basso rispetto all'emergenza dal midollo. Complessivamente gli ultimi nervi spinali vanno perciò a formare una struttura che ricorda la coda di un cavallo.
I nervi della cauda equina nascono dal cono midollare, ossia l'ultima porzione propria del midollo spinale che si assottiglia distalmente assumendo forma per l'appunto conica; le meningi seguono questo assetto in maniera differente: la pia madre lo segue a contatto col midollo stesso, mentre l'aracnoide e la dura madre lo imitano a distanza, definendo così un ampio spazio subaracnoideo denominato cisterna terminale, ricca di liquor cefalorachidiano e sede di elezione per la rachicentesi. In questa cisterna infatti i nervi della cauda equina, circondati dal liquor, godono di una certa libertà di movimento, il che consente al medico di poter procedere con più tranquillità dato che l'ago della rachicentesi toccandoli non è in grado di ferirli ma solo di spostarli.